# Akiem Hicks
Akiem Jamar Hicks (* 16. November 1989 in San José, Kalifornien) ist ein ehemaliger US-amerikanischer American-Football-Spieler in der National Football League (NFL). Er spielte zuletzt für die Tampa Bay Buccaneers als Defensive End.

## Karriere

### College
Akiem Hicks besuchte zunächst das Sacramento City College und spielte für deren Team, die Panthers College Football. Nach einer Saison wurde er von der Louisiana State University abgeworben. Da dabei aber Verhaltensregeln der NCAA verletzt wurden, wurde er für die Saison 2009 gesperrt. Nach einem kurzen beruflichen Intermezzo in einem Callcenter, entschloss er sich, nach Kanada auszuweichen, und spielte zwei Jahre lang für die Regina Rams, das Team der University of Regina in der CIS Canadian Football. Durch seine dort gezeigten guten Leistungen schaffte er es, für den NFL Draft berücksichtigt zu werden.

### NFL

#### New Orleans Saints

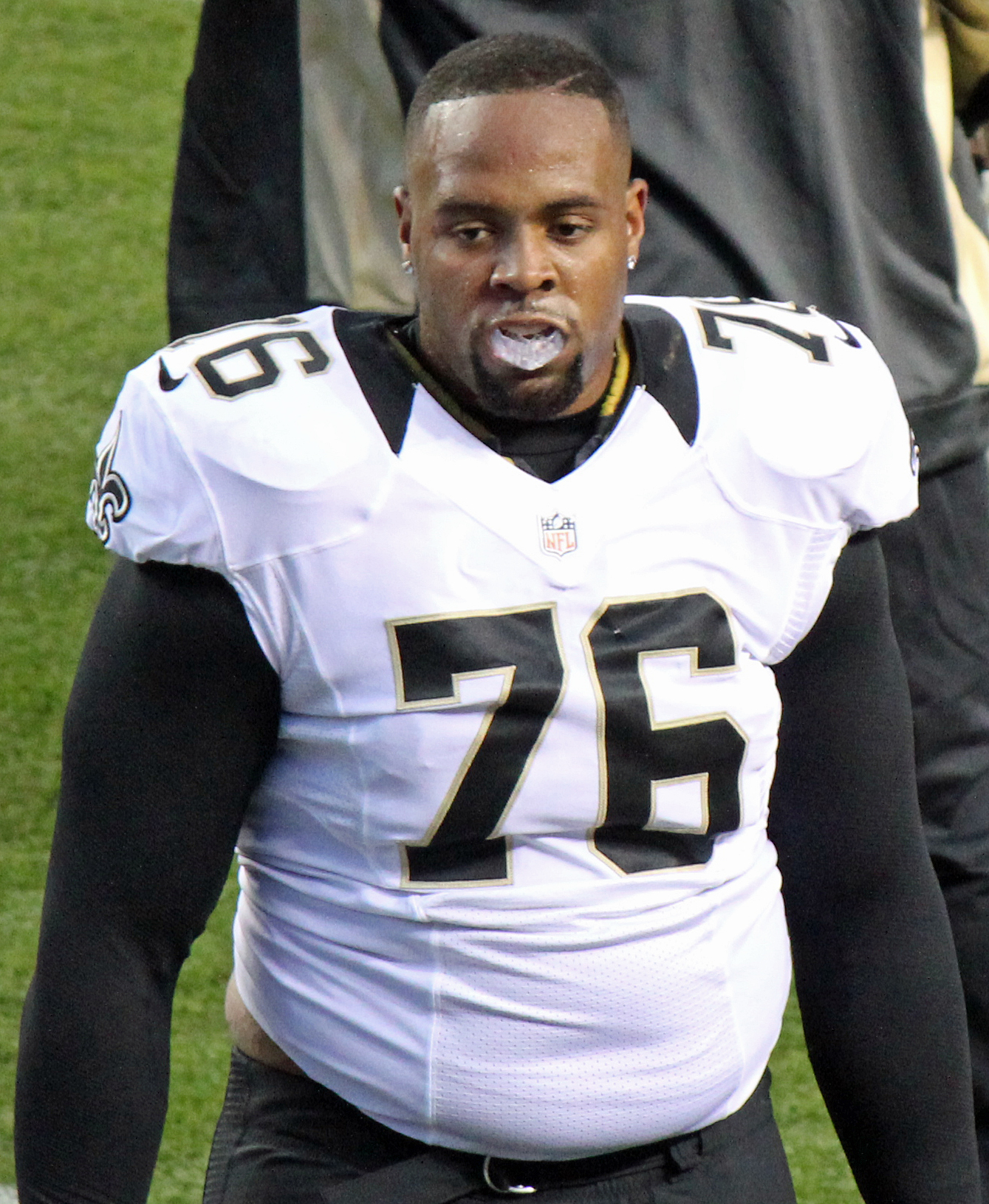
Akiem Hicks, 2012

Beim Draft 2012 wurde er in der dritten Runde als insgesamt 89. von den New Orleans Saints ausgewählt. Er war der erst 9. Spieler überhaupt, der es aus der CIS in die NFL schaffte. In seiner Rookie-Saison kam er in 14 Spielen zum Einsatz, seit 2013 war er Starter.

#### New England Patriots
Am 20. September 2015 wechselte Hicks zu den New England Patriots, im Gegenzug erhielten die Saints den Tight End Michael Hoomanawanui. Am 20. Dezember 2015 konnte er im Spiel gegen die Tennessee Titans einen Fumble erobern und seinen ersten Touchdown erzielen.

#### Chicago Bears
Am 13. März 2016 unterschrieb Hicks einen Zweijahresvertrag bei den Chicago Bears.
 Im September 2017 erhielt Hicks einen neuen Vierjahresvertrag in der Höhe von 48 Millionen US-Dollar. In der darauf folgenden Spielzeit gelangen ihm 8,5 Sacks.

#### Tampa Bay Buccaneers
Am 2. Juni 2022 nahmen die Tampa Bay Buccaneers Hicks unter Vertrag.